# NGC 1493
NGC 1493 è una galassia a spirale barrata situata nella costellazione dell'Orologio, a una distanza di circa 48 milioni di anni luce dalla nostra Via Lattea.

## Scoperta
La galassia è stata scoperta il 2 settembre 1826 dall'astronomo britannico James Dunlop.

## Descrizione
NGC 1493 ha una classe di luminosità III-IV e presenta una larga riga a 21 cm dell'idrogeno neutro.

## Morfologia
NGC 1493 è stata utilizzata da Gérard de Vaucouleurs come esempio di galassia del tipo morfologico "SB(rs)cd" nel suo atlante delle galassie.

## Gruppo di NGC 1433 e di NGC 1493
Secondo Richard Powell del sito « Un Atlas de l'Univers », NGC 1493 fa parte del Gruppo di NGC 1433 che comprende 10 galassie. Le altre galassie di questo gruppo sono NGC 1411, NGC 1448, NGC 1493, NGC 1494, NGC 1495, NGC 1527, IC 1970, IC 2000 e ESO 249-36 (PGC 14225). Il gruppo fa parte dell'Ammasso della Fornace.
Invece secondo l'articolo di A.M. Garcia del 1993, NGC 1493 è la galassia più luminosa di un gruppo di galassie che porta il suo nome, il Gruppo di NGC 1448 che comprende sei galassie. Oltre a NGC 1493, le altre cinque galassie del gruppo sono IC 2000, NGC 1483, NGC 1494, PGC 13979 e PGC 14125.
Le galassie IC 2000 e NGC 1494 sono incluse anche nel Gruppo di NGC 1433 di Powell.
La distanza media delle galassie del Gruppo di NGC 1433 di Powell è di 15,5 Mpc, quella del Gruppo di NGC 1448 è di 15,1 Mpc e quella del Gruppo di NGC 1493 di 14,8 Mpc. Le galassie NGC 1433, NGC 1495, NGC 1527 e PGC 14225 del Gruppo di NGC 1433 (Powell) non figurano né nel Gruppo di NGC 1448 né in quello di NGC 1493. Se si raggruppassero in un sol gruppo tutte le galassie citate da Powell e Garcia, si otterrebbe un gruppo costituito da 15 membri con una distanza media di 14,1 ± 1,7 Mpc.